# Bataille de l'Hôtel Nacional de Cuba
 (mai 2024).
Si vous disposez d'ouvrages ou d'articles de référence ou si vous connaissez des sites web de qualité traitant du thème abordé ici, merci de compléter l'article en donnant les références utiles à sa vérifiabilité et en les liant à la section « Notes et références ».
 (mai 2024).
La mise en forme du texte ne suit pas les recommandations de Wikipédia : il faut le « wikifier ».
Les points d'amélioration suivants sont les cas les plus fréquents. Le détail des points à revoir est peut-être précisé sur la page de discussion.
- Les titres sont pré-formatés par le logiciel. Ils ne sont ni en capitales, ni en gras.
- Le texte ne doit pas être écrit en capitales (les noms de famille non plus), ni en gras, ni en italique, ni en « petit »…
- Le gras n'est utilisé que pour surligner le titre de l'article dans l'introduction, une seule fois.
- L'italique est rarement utilisé : mots en langue étrangère, titres d'œuvres, noms de bateaux, etc.
- Les citations ne sont pas en italique mais en corps de texte normal. Elles sont entourées par des guillemets français : « et ».
- Les listes à puces sont à éviter, des paragraphes rédigés étant largement préférés. Les tableaux sont à réserver à la présentation de données structurées (résultats, etc.).
- Les appels de note de bas de page (petits chiffres en exposant, introduits par l'outil «  Source ») sont à placer entre la fin de phrase et le point final[comme ça].
- Les liens internes (vers d'autres articles de Wikipédia) sont à choisir avec parcimonie. Créez des liens vers des articles approfondissant le sujet. Les termes génériques sans rapport avec le sujet sont à éviter, ainsi que les répétitions de liens vers un même terme.
- Les liens externes sont à placer uniquement dans une section « Liens externes », à la fin de l'article. Ces liens sont à choisir avec parcimonie suivant les règles définies. Si un lien sert de source à l'article, son insertion dans le texte est à faire par les notes de bas de page.
- La présentation des références doit suivre les conventions bibliographiques. Il est recommandé d'utiliser les modèles {{Ouvrage}}, {{Chapitre}}, {{Article}}, {{Lien web}} et/ou {{Bibliographie}}. Le mode d'édition visuel peut mettre en forme automatiquement les références.
- Insérer une infobox (cadre d'informations à droite) n'est pas obligatoire pour parachever la mise en page.

Pour une aide détaillée, merci de consulter Aide:Wikification.
Si vous pensez que ces points ont été résolus, vous pouvez retirer ce bandeau et améliorer la mise en forme d'un autre article.
 (mai 2024).
Notes
Officiers supérieurs exécutés après la bataille

La bataille de l'Hôtel Nacional de Cuba a eu lieu du 2 au 3 octobre 1933. Après la révolte des sergents du 4 septembre 1933 et la proclamation du sergent Fulgêncio Batista comme nouveau chef d'état-major de l'armée, en remplacement de Julio Sanguily Echarte, les officiers supérieurs de l'armée (comme les capitaines, les colonels et les généraux) refusèrent de reconnaître cette proclamation. Souffrant alors d'un ulcère hémorragique à l'estomac, Sanguily se reposerait à l'Hôtel Nacional de Cuba. Outre Sanguily, l'ambassadeur des États-Unis, Sumner Welles, séjournait également à l'Hôtel Nacional de Cuba. Compte tenu de l'importance de Sanguily, qui, aux yeux des officiers supérieurs de l'armée, était le chef d'état-major légitime de l'armée et, d'autre part, du fait que l'ambassadeur américain lui-même résidait à l'Hôtel Nacional, on a conclu qu'il C'était l'endroit idéal pour que les officiers de l'armée puissent se regrouper et mettre le gouvernement de Ramón Grau dans une impasse.
Le 8 septembre 1933, Sumner Welles, alors ambassadeur des États-Unis à Cuba, télégraphia ce qui suit au secrétaire d'État des États-Unis:

« L'Hôtel Nacional de La Havane, où vivent actuellement de nombreux membres de la colonie américaine et où j'ai moi-même déménagé depuis l'expiration du bail de ma maison, a été choisi aujourd'hui par les officiers de l'armée cubaine comme quartier général. Environ 500 agents entièrement armés sont présents à l'hôtel. Certains d'entre eux ont été informés que leurs maisons avaient été saccagées par les militaires ce matin et beaucoup d'entre eux craignent pour leur vie. Ils refusent de quitter l'hôtel car ils prétendent que c'est le seul endroit qui leur soit ouvert à La Havane et qui puisse être facilement défendu. »

## La bataille
La bataille de l'Hôtel Nacional de Cuba commença finalement le 2 octobre. La plupart des spécialistes affirment que les combats ont commencé du côté des soldats qui encerclaient l'Hôtel Nacional. Les officiers de l'armée comptaient environ 400 hommes, tandis que les soldats étaient au nombre de 2 000. Malgré ces différences numériques, les officiers disposaient d'avantages importants, notamment le positionnement de l'Hôtel Nacional par rapport aux soldats qui l'entouraient. Il était évident que les nombreuses fenêtres de l'hôtel offraient aux officiers de l'armée une meilleure position que les soldats qui seraient clairement visibles depuis n'importe laquelle des fenêtres. Deuxièmement, bon nombre des officiers étaient des tireurs d’élite expérimentés ; beaucoup ont combattu pendant la guerre d'indépendance cubaine de la fin du XIXe siècle. Ces avantages se sont reflétés dans la bataille, qui, après 11 heures de combat, a fait au moins 30 morts parmi les soldats, tandis que seulement 2 officiers de l'armée ont été tués dans les combats. Le lendemain, deux unités de la Marine bombardèrent l'Hôtel Nacional de Cuba. Avec peu de munitions et l’impossibilité de résister, les officiers de l’armée capitulèrent. Après la capitulation, probablement en raison des lourdes pertes subies par les soldats, une douzaine d'officiers de haut rang ont été exécutés de sang-froid par les soldats.